# ميشيل مورين
ميشيل مورين هو سياسي كندي، ولد في 27 مارس 1948. انتخب عضو الجمعية الوطنية في كيبك ‏.